# Nina Freeman
Nina Freeman (née le 15 mars 1990) est une conceptrice de jeux vidéo américaine.

## Biographie
Nina Freeman nait le 15 mars 1990, ; elle grandit à Ipswich dans le Massachusetts. 
En 2015 Freeman est diplômée de l'Université de New York Poly.
Elle est connue pour des jeux vidéo ayant pour thème la sexualité et sa propre vie. Elle est actuellement[Quand ?] conceptrice de jeu à Fullbright. Elle était dans la liste de Forbes en 2015 des personnes les plus influentes de l'industrie du jeu vidéo.
Freeman a développé son premier jeu en 2012, jeu basé sur un poème de science-fiction qu'elle a écrit, mais il n'est pas sorti.
Freeman est une cofondatrice de The Code Liberation Foundation, un programme offrant gratuitement des ateliers de développement afin de faciliter la création de jeux vidéo par des femmes,.
Son jeu autobiographique How Do You Do It? traite de la découverte de la sexualité à travers des poupées Barbie après le visionnage du film Titanic. How Do You Do It? a été développé au cours de la Global Game Jam de 2014 et a été finaliste au Festival des Jeux Indépendants et de l'Indiecade.
Son projet de thèse à New York Poly est devenu son premier jeu commercialisé, Cibele. Cibele est basé sur une histoire vraie, sur le fait de tomber amoureuse dans un jeu en ligne.
En 2017, Nina Freeman anime la cérémonie annuelle de l'Independent Games Festival. Elle en garde par la suite un agréable souvenir, déclarant : « En tant que personne qui assistait à cette cérémonie depuis mes débuts dans le développement de jeux, c’était irréel de me retrouver sur scène pour rendre hommage à d’autres créateurs dont j’admirais profondément le travail. Cela m’a vraiment donné un sentiment d’appartenance et de fierté envers la communauté vidéoludique. »